# Furet (plomberie)
Pour les articles homonymes, voir Furet (homonymie).

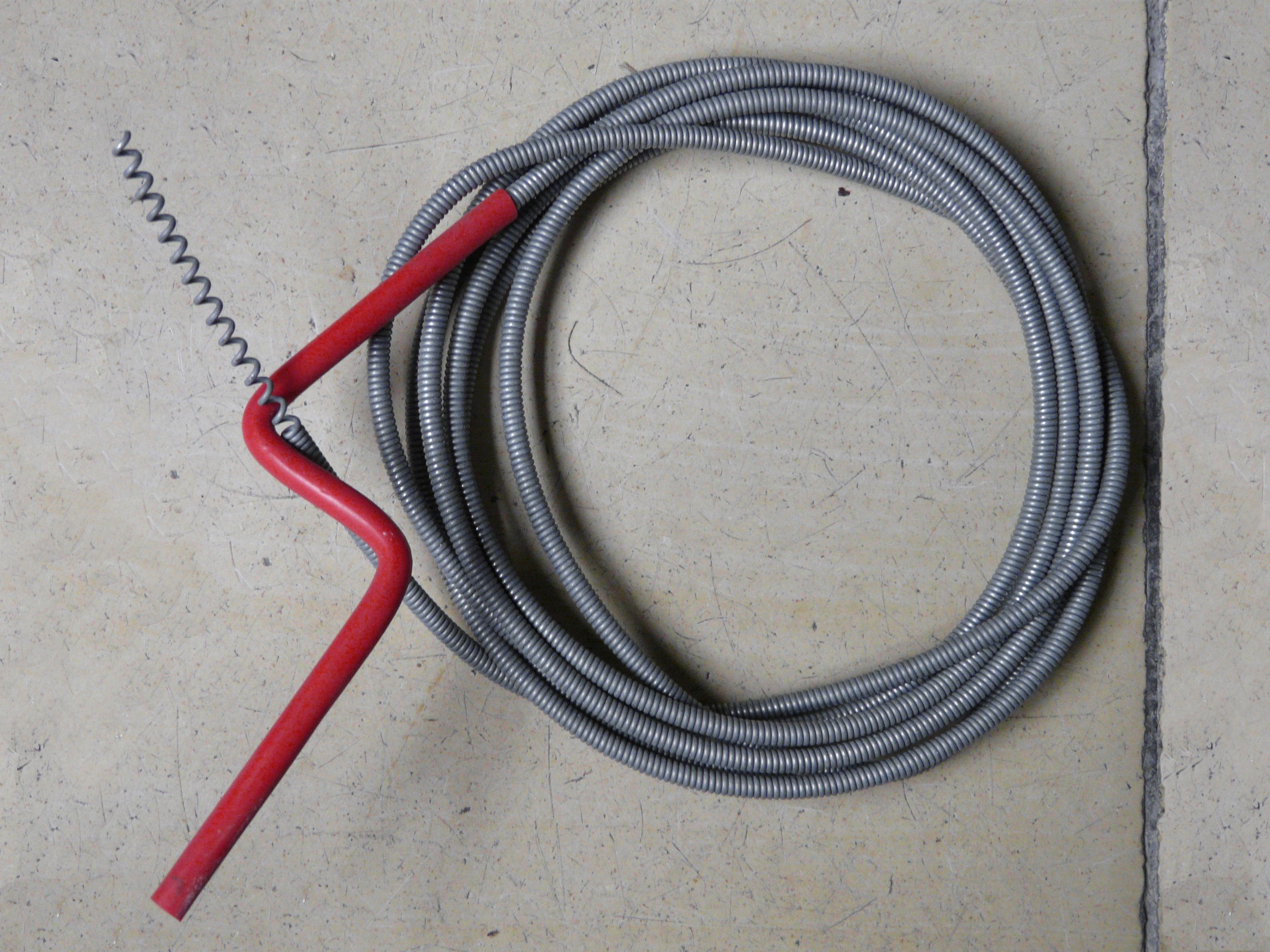
Furet de petit diamètre avec manivelle rudimentaire, enroulé pour rangement.

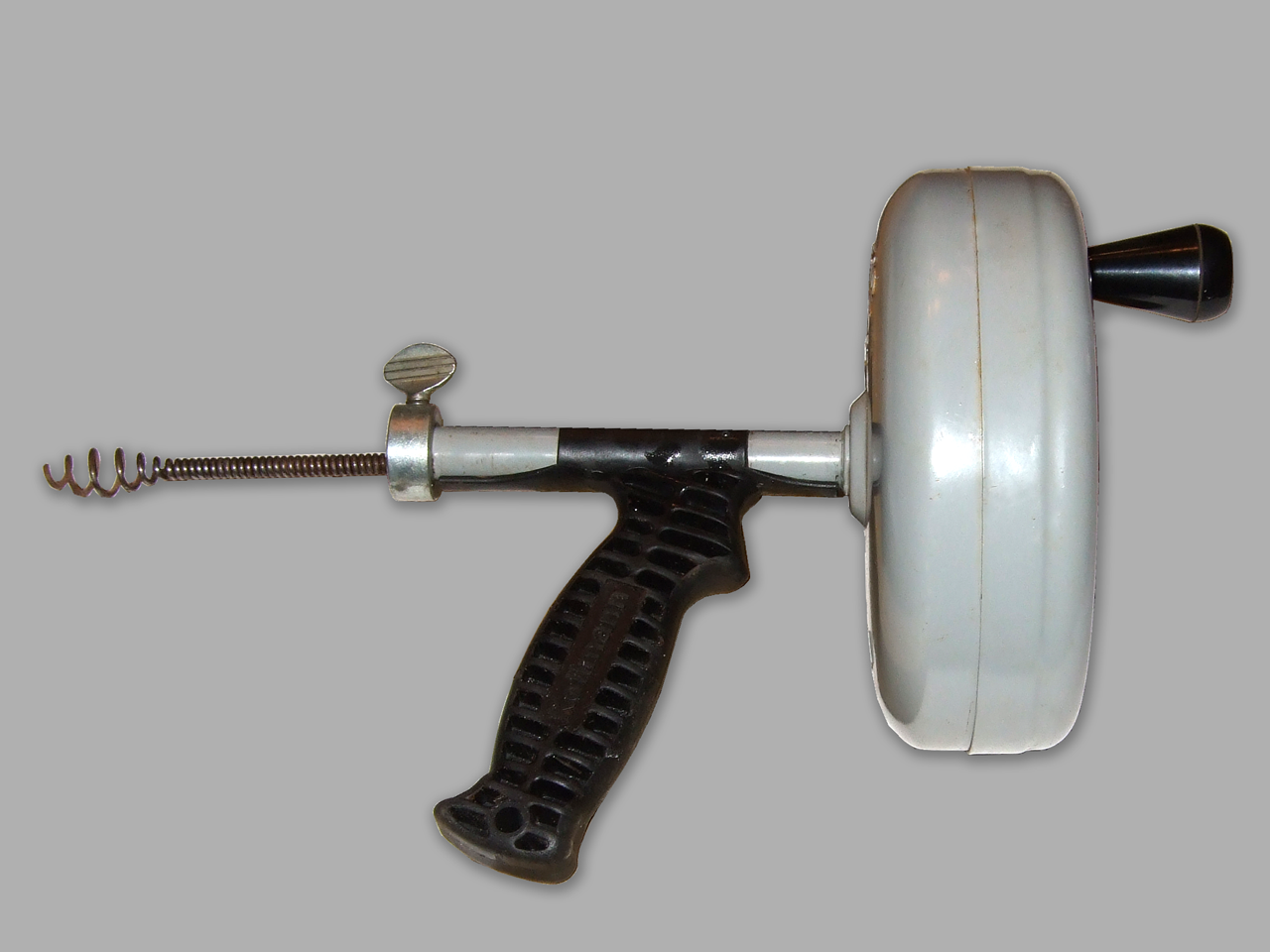
Furet avec enrouleur.

En plomberie, un furet est un outil, comportant un flexible métallique de longueur supérieure ou égale à trois mètres, qui rétablit la circulation dans une canalisation sans la démonter, notamment si elle est obstruée par un bouchon qui sera percé par le foret dont est munie son extrémité. La flexibilité permet de suivre la canalisation sur une distance importante. Des modèles bon marché sont commercialisés pour un emploi par les non-professionnels qui rencontrent ces difficultés dans leur habitation.

## Description
En termes de fontainerie, fin XVIIIe siècle, la sonde ou sonde à tire-bourre désigne plusieurs baguettes de fer unies par deux anneaux qui entrent l'un dans l'autre ; au bout de cette sonde se trouve un tire-bourre qui sert à arracher tout ce qui se rencontre dans les tuyaux de conduite et qui les obstrue. Fondamentalement, il s'agit d'un outil en spirale en acier avec une longue structure flexible qui, lorsqu'il est inséré dans le drain, aide à éliminer le blocage.
Le furet tubulaire peut être manuel ou machine.
Les autres techniques pour déboucher une canalisation sont :
- le déboucheur chimique ;
- la ventouse ;
- la pompe.